# Никифоров Василь Васильович
Василь Васильович Никифоров (Күлүмнүүр, якут. Василий Васильевич Никифоров (Күлүмнүүр); 18 травня 1866, Тебікський наслег Дюпсюнського улусу Якутської області — 15 вересня 1928, Новосибірськ) — якутський громадський діяч, вчений, письменник, журналіст. Ватажок якутської інтелігенції початку XX століття, організатор політичної організації «Союз якутів», один із основоположників якутської літератури та театру.

## Біографія
Народився в Тебікському наслегу Дюпсюнського улусу Якутської області.
Під час першої російської революції у 1906 році організував перше легальне політичне об’єднання якутів - Союз якутів. У 1917 році став співзасновником партії Якутський трудовий союз федералістів.
У 1918 році обраний Головою Якутської губернії земскої управи, таким чином, є першим обраним керівником Якутії. Літературна та наукова спадщина В. Никифорова обширна. Багато з праць досі не опубліковані, частина з них втрачена.
У 1927 Никифорова було арештовано у зв’язку з повстанням якутських конфедералістів. Наступного року помер у в’язниці.